# Parco nazionale di Shiretoko
Il parco nazionale di Shiretoko (in giapponese: 知床国立公園, Shiretoko Kokuritsu Kōen) è un parco nazionale che si estende sulla maggior parte dell'omonima penisola, nella parte nord-orientale dell'isola di Hokkaidō, in Giappone. "Shiretoko" è una parola che in lingua ainu significa "fine della terra".
Il parco, essendo situato in una delle regioni più remote del Giappone, è accessibile solo a piedi o via mare. Qui si trova la più importante popolazione di orsi del Giappone, oltre ad un gran numero di specie in pericolo d'estinzione o endemiche; nel 2005 il sito è stato inserito nell'elenco dei patrimoni dell'umanità dell'UNESCO, con la raccomandazione di sviluppare un parco della pace che inglobi parte delle vicine isole Kurili, un territorio russo ma rivendicato dal Giappone.

## Specie[1]
Le seguenti specie elencate dall'IUCN sono presenti nel parco:
- Abies sachalinensis (abete Sakhalin)
- Acer pictum subs. mono (acero verniciato)
- Cercidiphyllum japonicum (Katsura)
- Cervus nippon (cervo Sika o cervo giapponese)
- Dryocopus martius (picchio nero)
- Emberiza sulphurata (zigolo solferino)
- Eptesicus nilssonii (serotino di Nilsson)
- Gorsachius goisagi (nitticora giapponese)
- Grus japonensis (gru della Manciuria)
- Haliaeetus albicilla (aquila dalla coda bianca)
- Haliaeetus pelagicus (aquila di mare di Steller)
- Ketupa blakistoni (gufo pescatore di Blakiston)
- Myotis ikonnikovi (un pipistrello dei Vespertilidi)
- Phalacrocorax capillatus (cormorano giapponese)
- Picea glehnii (peccio di Sachalin o di Glehn)
- Picea jezoensis (abete rosso di Jezo o di Yezo)
- Pinus pumila (pino nano siberiano)
- Quercus mongolica (quercia della Mongolia)
- Sibirionetta formosa (alzavola del Baikal)
- Tilia japonica (tiglio giapponese)
- Viola kitamiana (viola)
- Vulpes vulpes (volpe rossa)